# Barbazan-Dessus
Barbazan-Dessus település Franciaországban, Hautes-Pyrénées megyében. Lakosainak száma 164 fő (2022. január 1.). Barbazan-Dessus Allier, Bernac-Debat, Bernac-Dessus, Fréchou-Fréchet, Hitte és Montignac községekkel határos.

## Népesség
A település népességének változása:
| Lakosok száma | 148  | 155  | 163  | 165  | 170  | 172  | 172  | 173  | 164  |
|               | 2013 | 2015 | 2016 | 2017 | 2018 | 2019 | 2020 | 2021 | 2022 |